# لوكا سافيتش
لوكا سافيتش (2 يوليو 1991 ببلغراد في صربيا - ) هو لاعب كرة قدم صربي في مركز الوسط. لعب مع النجم الأحمر بلغراد ونادي برشلونة ج ونادي واريورز ويانج لايونز وPersiba Balikpapan ‏ ونادي سميديريفو ‏.

## وصلات خارجية
- لوكا سافيتش على موقع قاعدة بيانات كرة القدم.إي يو (الإنجليزية)
- لوكا سافيتش على موقع Soccerway.com (الإنجليزية)